# Iecea Mare, Timiș
Iecea Mare este satul de reședință al comunei cu același nume din județul Timiș, Banat, România.